# Scoliacma pasteophara
Scoliacma pasteophara är en fjärilsart som beskrevs av Turner 1940. Scoliacma pasteophara ingår i släktet Scoliacma och familjen björnspinnare. Inga underarter finns listade.